# Гаффарян, Кам
Кам Гаффарян (Камал, Гаффариан, перс. کمال غفاریان‎, англ. Kam Ghaffarian) — американский инженер, доктор философии, и предприниматель в сфере ядерной энергетики и космических технологий, миллиардер, состояние которого оценивается в 2,3 млрд. долл.. Вначале занимал многочисленные технические и управленческие должности в Lockheed Martin, Ford Aerospace и Loral. Затем стал основателем Stinger Ghaffarian Technologies, Intuitive Machines, X-energy, IBX и соучредителем Axiom Space, Quantum Space, PTX.
Stinger Ghaffarian Technologies является государственной компанией, специализирующуюся на ИТ, инжиниринге, научных приложениях и операциях миссий, ставшей вторым по величине подрядчиком инженерных услуг NASA.

## Биография
Родился в Исфахане, Иран. В возрасте 18 лет переехал в США.
Гаффарян получил две степени бакалавра наук, включая степень бакалавра наук в области компьютерных наук и инжиниринга и степень бакалавра наук в области электронной инженерии, степень магистра наук в области управления информацией, степень доктора наук в области систем управления информацией и степень доктора наук в области технологий.
Его компании работали с NASA, Министерством обороны США, Министерством энергетики США и другими организациями над некоторыми из их наиболее чувствительных и технически передовых проектов для поддержки национальных интересов, расширения экономики и улучшения состояния человечества.
Гаффарян является экспертом в области аэрокосмических систем и информационных технологий. Также имеет свой венчурный фонд.
В 2022 году участвовал в фестивале STARMUS VI в Ереване.

### Компании Гаффаряна
В 1994 основал Stinger Ghaffarian Technologies (SGT), которая стала вторым по величине подрядчиком инженерных услуг NASA, обеспечивая операции МКС и поддержку обучения астронавтов и получая годовой доход более полумиллиарда долларов.
В 2009 году он основал компанию X-Energy, производящую небольшие модульные ядерные реакторы; фирма разрабатывает реактор для завода Dow Chemical в Техасе.
В 2015 году он стал соучредителем компании Intuitive Machines, которая производит лунные модули. Компания вышла на биржу Nasdaq.
В 2016 году стал соучредителем компании Axiom Space, которая разрабатывает первую в мире коммерческую космическую станцию, запуск которой запланирован на 2031 год.
В 2018 году он продал свою первую компанию SGT компании KBR за 355 млн. долл.
В феврале 2024 года лунный модуль Odysseus компании Intuitive Machines совершил первую американскую миссию на Луну с 1972 года.